# Ana Cristina Silva
Ana Cristina Conceição da Silva (* 14. November 1964 in Vila Franca de Xira) ist eine Schriftstellerin und Hochschullehrerin aus Portugal. Sie lebt in ihrer Geburtsstadt Vila Franca de Xira nahe der Hauptstadt Lissabon, wo sie hauptberuflich lehrt.

## Leben
Silva studierte Psychologie an der Universität Lissabon, wo sie 1987 einen ersten Abschluss (licentiate degree) in Psychotherapie und Beratung machte. Am Lissabonner ISPA (Instituto Universitário de Ciências Psicológicas, Sociais e da Vida) folgte 1992 der Masterabschluss in Pädagogischer Psychologie.
Mit einem Doktorandenstipendium studierte sie von Oktober 1999 bis August 2001 an der Universität Minho mit erfolgreicher Promotion (Ph.D.) im Fachbereich Pädagogischer Psychologie.
Seit 1998 publiziert sie in Fachzeitschriften und mit eigenen wissenschaftlichen Veröffentlichungen im In- und Ausland, meist zum Themenbereich der Erziehungspsychologie und der Kinderpsychologie, später auch verstärkt zu Kognitionspsychologie und angrenzenden Themen der Bereiche Linguistik und Sprache.
Sie lehrt am ISPA in Lissabon und ist Gastdozentin an der Universität Minho in Braga.
Parallel zu ihrer wissenschaftlichen Arbeit entwickelte Silva auch literarische Aktivitäten. Ihren ersten Roman veröffentlichte sie 2002 (Mariana, Todas as Cartas). Es folgten eine Vielzahl Veröffentlichungen. Mit As Fogueiras da Inquisição wandte sie sich ab 2008 verstärkt historischen Themen zu.
Ihr Roman Cartas Vermelhas kam 2010 in die Endauswahl des Literaturpreises Prémio Fernando Namora und wurde zudem eines der Bücher des Jahres in der Wochenzeitung Expresso. Ihr Roman Rei do Monte Brasil gewann 2012 den Literaturpreis Prémio Urbano Tavares Rodrigues und kam in die Endauswahl der Literaturpreise der SPA/RTP und des Prémio Fernando Namora.
Nachdem sie mit A Segunda Morte de Ana Carenina 2013 erneut in die Endauswahl zum Prémio Fernando Namora gekommen war, gewann sie den Preis schließlich 2017 mit A Noite não É Eterna.
Seit 2015 schreibt sie auch regelmäßige Kolumnen in der in Deutschland erscheinenden portugiesischsprachigen Zeitung Portugal Post.
2019 erschien ihr Roman A Mulher Transparente unter dem Titel „Die gläserne Frau“ in deutscher Übersetzung bei Oxalá.

## Werke
- 2002: Mariana, Todas as Cartas
- 2003: A Mulher Transparente
- 2005: Bela
- 2006: À Meia Luz
- 2008: As Fogueiras da Inquisição
- 2009: A Dama Negra da Ilha dos Escravos
- 2010: Crónica do Rei-Poeta Al-Um’Tamid
- 2010: Cartas Vermelhas (Buch des Jahres im Expresso, Finalist Prémio Fernando Namora)
- 2012: Rei do Monte Brasil (Prémio Urbano Tavares Rodrigues, Finalist Prémio SPA/RTP)
- 2013: A Segunda Morte de Ana Carenina (Finalist Prémio Fernando Namora)
- 2016: A Noite não É Eterna (Prémio Fernando Namora)
- 2019: Die Gläserne Frau (deutsche Übersetzung von A Mulher Transparente)

Neben diesen belletristischen Werken ist sie Autorin und Mitautorin von vier Büchern und über 50 Fachartikeln psychologisch-pädagogischer Fachliteratur.